# Design that Matters
Design that Matters — американская некоммерческая дизайнерская компания, созданная в 2001 году студентами Массачусетского технологического института. Design that Matters выступает партнёром социальных предприятий и совместно с волонтёрами и студентами проектирует новые товары и услуги, способные улучшить жизнь бедных слоёв населения в развивающихся странах (в основном в области здравоохранения, образования, микрофинансов, возобновляемых источников энергии и чистой воды).
Design that Matters работала в Мали, Бенине, Кении, Индии, Непале, Бангладеш, Вьетнаме, Камбодже,  Индонезии и на Филиппинах. Среди партнёров Design that Matters значатся некоммерческие организации East Meets West, Solar Ear, World Education, Центр интеграции медицины и инновационных технологий при Global Health Initiatives, индийский Mann Deshi Mahila Sahakari Bank и бангладешский Цент массового образования. Компания с помощью краудфандинга, привлечённых грантов и венчурных инвестиций финансирует и внедряет студенческие научные разработки с помощью волонтёров и партнёрских организаций, являясь самоокупаемым предприятием. В 2012 году Design that Matters получил американскую Национальную премию дизайна.

## Деятельность
В 2004 году для международной неправительственной организации World Education, которая продвигает вечернее образование для взрослых фермеров в африканских странах, Design that Matters разработал дешёвый проектор микрофильмов Kinkajou (он работает от мотоциклетного аккумулятора, заряжаемого в течение дня от портативной солнечной батареи, и проецирует изображение на любую поверхность). Проектор вошёл в рейтинг «25 продуктов, которые могли бы просто изменить мир» от журнала Businessweek.
В 2010 году Design that Matters совместно с новозеландским агентством Medicine Mondiale и Центром интеграции медицины и инновационных технологий (некоммерческий консорциум бостонских клиник и технических институтов) создал недорогой инкубатор для младенцев NeoNurture, предназначенный для бедных больниц в развивающихся странах. Упор был сделан на недорогие запасные части, идентичные с автомобильными, которые можно без проблем достать в любой стране мира (инкубатор также может работать от мотоциклетного аккумулятора). Инкубатор NeoNurture был назвал журналом Time № 1 среди «50 лучших изобретений 2010 года».
Позже Design that Matters совместно с калифорнийским фондом East Meets West и вьетнамским Medical Technology Transfer and Services разработал устройство фототерапии для младенцев Firefly для лечения желтухи в развивающихся странах (в декабре 2011 года начались клинические испытания устройства во Вьетнаме и на Филиппинах). В 2012 году Firefly получило серебряную медаль от Industrial Designers Society of America.